# الغاروبو
الخرُّوب أو (نقحرة: الغاروبو) مدينة تقع في التشيلي وبلدية في مقاطعة سان أنطونيو منطقة فالبارايسو تقع المدية على الساحل وسط البلاد وهي منتجع صيفي ذو شعبية لدا سكان العاصمة سانتياغو ويقع شمال المدينة أكبر مسبح في العالم الموجود في منتجع سان الفونسو ديل مار.

## التركيبة السكانية
وفقا لتعداد المعهد الوطني للإحصاء التشيلي لعام 2002 فإن مدينة الغاروبو تمتد على مساحة 175.6 كم 2 (68 ميل مربع) ويسكن في المدينة 8601 (4369 من الرجال 4232 من النساء) ويعيش 6628 (77.1%) في المناطق الحضرية و1973 (22.9%) في المناطق الريفية وقد ازداد عدد السكان بنسبة 44.1 ٪ (2633 شخص) بين تعدادات 1992 و2002.